# Cupa Moldovei 2008-2009
La Cupa Moldovei 2008-2009 è stata la 18ª edizione del torneo. La coppa è iniziata il 24 settembre 2008 e la finale si è giocata il 23 maggio 2009. Lo Sheriff Tiraspol ha vinto il trofeo per la sesta volta.

## Turno preliminare
Nel turno preliminare si incontrano 24 squadre delle serie inferiori in gara unica, svoltesi il 31 agosto.
| Squadra 1      | Risultato | Squadra 2               |
| -------------- | --------- | ----------------------- |
| Volna          | 3 – 2 dts | Florești                |
| Costuleni      | 5 – 4 dr  | Flacăra                 |
| Riscani        | 2 – 3     | Glodeni                 |
| Drochia        | 2 – 0     | Telenești               |
| Real-Succes    | 2 – 3     | Cricova                 |
| CS Tiras       | 4 – 3 dr  | Sinteza                 |
| Victoria       | ritirato  | Cantemir                |
| Tiras          | 1 – 3     | Locomotiva Basarabească |
| Vulcănesti     | 8 – 0     | Slobozia Mare           |
| Speranţa       | 4 – 6     | Kolos                   |
| Ceadîr Orizont | 5 – 1     | Maiak                   |
| Fortuna        | 7 – 0     | Congaz                  |

## Primo turno
Alle 12 qualificate si aggiungono altre 12 squadre di Divizia A. Gli incontri si sono svolti il 24 settembre 2008.
| Squadra 1               | Risultato | Squadra 2        |
| ----------------------- | --------- | ---------------- |
| Volna                   | 0 – 3     | Locomotiva Bălți |
| Costuleni               | 3 – 1     | Olimp            |
| Glodeni                 | 2 – 1     | Viitorul         |
| Drochia                 | 1 – 3     | Podiș            |
| Cricova                 | 1 – 0     | Izvoras-67       |
| Tiras                   | 1 – 0     | Intersport-Aroma |
| Victoria                | 5 – 2     | Eikomena         |
| Locomotiva Basarabească | ritirato  | Floreni          |
| Vulcănești              | 0 – 4     | FC Cahul-2005    |
| Kolos                   | 1 – 9     | Găgăuziya        |
| Ceadîr Orizont          | 1 – 0     | MIPAN            |
| Fortuna                 | 3 – 1     | Sfîntul Gheorghe |

## Secondo turno
Entrano nella competizione le prime squadre della Divizia Națională. Gli incontri si sono svolti l'8 ottobre 2008.
| Squadra 1               | Risultato | Squadra 2        |
| ----------------------- | --------- | ---------------- |
| CSCA-Rapid Chișinău     | 3 – 1     | Academia UTM     |
| FC Costuleni            | 1 – 3     | Locomotiva Bălți |
| Glodeni                 | 0 – 4     | Podiș            |
| Tiras                   | 0 – 4     | Cricova          |
| Locomotiva Basarabească | 1 – 2     | FC Victoria      |
| FC Găgăuziya            | 2 – 1     | FC Cahul-2005    |
| Ceadîr Orizont          | 0 – 4     | Fortuna          |
| Viișoara                | 2 – 4     | Dinamo Bender    |

## Ottavi di finale
Alle qualificate dal turno precedenti si aggiungono le rimanenti squadre militanti nella massima serie. Gli incontri si sono svolti il 22 ottobre 2008.
| Squadra 1              | Risultato | Squadra 2           |
| ---------------------- | --------- | ------------------- |
| Sheriff Tiraspol       | 1 – 0     | CSCA-Rapid Chișinău |
| Iskra-Stal             | 2 – 0     | Locomotiva Bălți    |
| Tiraspol               | 4 – 1     | Podiș               |
| FC Cricova             | 0 – 4     | Zarea Bălți         |
| Tiligul-Tiras Tiraspol | 3 – 1     | FC Victoria         |
| FC Găgăuziya           | 0 – 4     | Dacia Chișinău      |
| Zimbru Chișinău        | 8 – 0     | FC Fortuna          |
| Dinamo Bender          | 2 – 4     | Nistru Otaci        |

## Quarti di Finale
Le partite di andata si sono giocate il 5 novembre 2008, mentre quelle di ritorno il 22 e 24 novembre 2008.
| Squadra 1              | Totale    | Squadra 2        | Andata | Ritorno |
| ---------------------- | --------- | ---------------- | ------ | ------- |
| Iskra-Stal             | 0 - 2     | Sheriff Tiraspol | 0 - 2  | 0 - 0   |
| Tiraspol               | 3 - 3 gfc | Zarea Bălți      | 1 - 1  | 2 - 2   |
| Tiligul-Tiras Tiraspol | 1 - 3     | Dacia Chișinău   | 1 - 1  | 0 - 2   |
| Nistru Otaci           | 0 - 3     | Zimbru Chișinău  | 0 - 0  | 0 - 3   |

## Semifinali
Il turno di andata si è disputato l'8 aprile 2009, quello di ritorno il 29 aprile 2009.
| Squadra 1        | Totale | Squadra 2       | Andata | Ritorno |
| ---------------- | ------ | --------------- | ------ | ------- |
| Sheriff Tiraspol | 5 - 3  | Tiraspol        | 2 - 1  | 3 - 2   |
| Dacia Chișinău   | 3 - 2  | Zimbru Chișinău | 2 - 1  | 1 - 1   |

## Finale
La finale venne disputata il 23 maggio 2009.
| Chișinău 23 maggio 2009, ore 20:00 EEST                   | Sheriff Tiraspol | 2 – 0 | Dacia Chișinău | Stadio Zimbru |
| \| \| \| \| \| Balima 48’, Roumaba 87’ \| Marcatori \| \| |                  |       |                |               |
|                                                           |                  |       |                |               |
| Balima 48’, Roumaba 87’                                   | Marcatori        |       |                |               |